# ليون موسيف

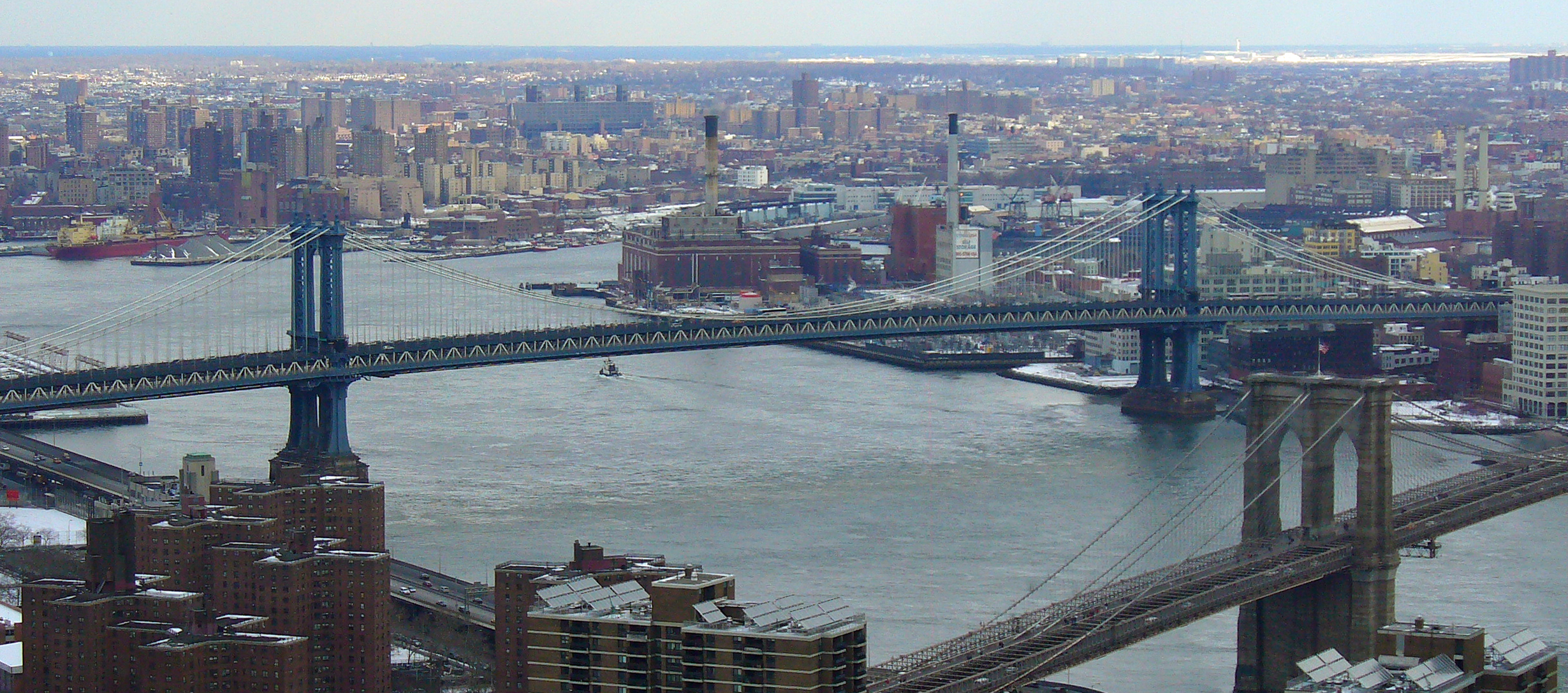
جسر مانهاتن

ليون موسيف (Leon Moisseiff) (1872 - 1943) مهندس مدني أمريكي من أصل ليتواني.
وصل إلى الولايات المتحدة في سنة 19، وتحصل بها على شهادة في الهندسة المدنية بعد 5 سنوات. التحق بمصلحة الجسور لمدينة نيويورك (New York City Bridge Department) وأصبح أحد مصممي الجسور الأساسيين في كل البلد. شارك في بناء جسر منهاتن الذي اكتمل في 1912 ثم جسر البوابة الذهبية (1937).

## كتب
- Moisseiff, Leon S. Suspension Bridges Under the Action of Lateral Forces, in "Transactions of the American Society of Civil Engineers", 1933, n. 98.
- Henry Petroski (1995). Engineers of Dreams: Great Bridge Builders and the Spanning of America. Knopf, New York. ISBN:978-0-679-43939-4. (for more information about Moiseiff and his career)
- Louise Nelson Dyble (2009). Paying the Toll: Local Power, Regional Politics, and the Golden Gate Bridge. دار نشر جامعة بنسلفانيا  [لغات أخرى]‏, Philadelphia. ISBN:978-0-8122-4147-1.